# Rushmore
Rushmore è un film del 1998 diretto da Wes Anderson, con protagonisti Jason Schwartzman, Bill Murray e Olivia Williams, sceneggiato dal regista insieme al suo amico Owen Wilson.
Nel 2016 venne scelto per la conservazione nel National Film Registry della Biblioteca del Congresso negli Stati Uniti.

## Trama
Un ragazzo di quindici anni, Max Fisher, frequenta con scarso profitto il rinomato collegio Rushmore. È dotato però di un'eccezionale creatività, che riversa nelle più disparate attività extracurriculari. Ben presto entrano nella sua vita due persone particolari: il magnate dell'acciaio Herman Blume e la maestra di scuola elementare Rosemary Cross.
Il primo è un uomo con due figli stupidi che non gli somigliano, una moglie che non ama più e la sua fabbrica come unica attività che sembra destare in lui qualche interesse. La seconda è una donna giovane, dolce, vedova da un anno, che non ha ancora superato la morte del marito. Max si innamora di lei, che è gentile con lui e cerca di non troncare troppo brutalmente la passione nascente del ragazzo, lasciandola così, involontariamente, radicarsi.
Nel frattempo Blume, di cui Max ha accettato una proposta di lavoro, si innamora, ricambiato, di Rosemary. Max dà allora inizio ad una serie di "attentati" ai danni di Blume, prontamente ricambiati, e nel frattempo viene espulso da Rushmore e si iscrive a una scuola pubblica. Dopo alti e bassi, litigi e riappacificazioni, il trio troverà un suo equilibrio.

## Distribuzione

### Data di uscita
Le date di uscita internazionali sono state:
- 19 febbraio 1999 negli Stati Uniti
- 25 febbraio in Australia
- 12 marzo in Portogallo (Gostam Todos da Mesma)
- 15 aprile nei Paesi Bassi
- 6 maggio in Slovacchia
- 13 maggio in Argentina (Tres son multitud)
- 20 maggio in Nuova Zelanda e a Singapore
- 21 maggio in Islanda
- 28 maggio in Uruguay (Tres es multitud)
- 4 giugno in Norvegia
- 17 giugno in Ungheria (Okostojás)
- 18 giugno in Danimarca
- 23 giugno in Belgio
- 24 giugno in Grecia (Ο Αρχάριος)
- 16 luglio in Brasile (Três é Demais)
- 5 agosto in Israele
- 13 agosto in Turchia (Çilgin Liseliler)
- 20 agosto nel Regno Unito
- 20 ottobre a Malta
- 17 novembre in Francia
- 8 marzo 2001 in Germania

### Edizione italiana
Il film fu distribuito in Italia direttamente nel circuito televisivo, venendo trasmesso su TELE+ Nero il 15 aprile 2001. Il doppiaggio fu eseguito dalla Sefit-CDC e diretto da Sandro Acerbo su dialoghi di Fabrizio Manfredi. L'adattamento edulcora alcune espressioni volgari o sessualmente esplicite presenti nel copione originale (ad esempio i riferimenti alla masturbazione).

## Riconoscimenti
- 1999 - Golden Globe
  - Candidatura al miglior attore non protagonista a Bill Murray
- 1999 - Independent Spirit Awards
  - Miglior regista a Wes Anderson
  - Miglior attore non protagonista a Bill Murray
- 1998 - Los Angeles Film Critics Association Award
  - Miglior attore non protagonista a Bill Murray (anche per Sex Crimes - Giochi pericolosi)
  - New Generation Award a Wes Anderson
- 1999 - National Society of Film Critics Award
  - Miglior attore non protagonista a Bill Murray
- 1998 - New York Film Critics Circle Award
  - Miglior attore non protagonista a Bill Murray